# Non basterà
Non basterà è un singolo della cantautrice italiana Mara Sattei, accreditata come Sara Mattei, pubblicato il 30 maggio 2016.

## Descrizione
Il brano, scritto dalla stessa cantautrice con Daniele Vit, è prodotto da Davide Mattei, in arte Thasup.

## Video musicale
Il video musicale, diretto da Thomas Fasciana, è stato pubblicato in concomitanza all'uscita del brano attraverso il canale YouTube della cantautrice.

## Tracce
Testi di Sara Mattei, Daniele Vit, musiche di Davide Mattei, Daniele Vit.
1. Non basterà – 3:32